# Kirksville
Kirksville − miasto w położone w środkowej części Stanów Zjednoczonych, w stanie Missouri, siedziba administracyjna hrabstwa Adair.
W 2011 roku populacja miasta wynosiła 17 505 mieszkańców.